# Random Harvest
Random Harvest (Brasil: Na Noite do Passado / Portugal: A Noiva Perdida) é um filme norte-americano de 1942, do gênero drama, dirigido por Mervyn LeRoy e estrelado por Ronald Colman e Greer Garson.

## Produção

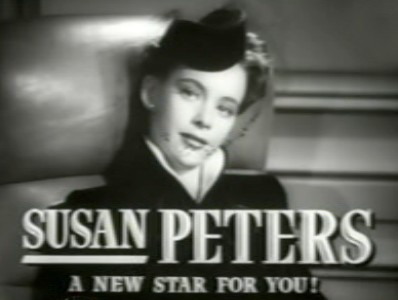
Susan Peters no trailer de Random Harvest. Uma das promessas da MGM, ela foi indicada ao Oscar por sua atuação neste filme. Desafortunadamente, um tiro acidental de rifle deixou-a paralisada da cintura para baixo em 1945 e virtualmente encerrou sua carreira. Faleceu em 1952, com apenas 31 anos de idade, vitimada por várias doenças, inclusive depressão.

O filme é o segundo dos três que o diretor LeRoy fez em seguida com Greer Garson, a queridinha de Louis B. Mayer (os outros são Blossoms in the Dust, 1941, e Madame Curie, 1943). Todos os três foram indicados ao Oscar de Melhor Filme, mas este lhe deu sua única indic[[ação de Melhor Diretor. Ao todo, a produção foi indicada em sete categorias.
O roteiro baseia-se no romance homônimo de James Hilton, publicado no ano anterior. Apesar de contar uma história sobre amnésia bastante improvável, Random Harvest foi um dos maiores sucessos da MGM em 1942 e um dos maiores da história do estúdio.
Grande entretenimento, o filme recolocou Colman no topo do estrelato e sedimentou o reinado de Garson na MGM. Ambos deram o máximo de si, tanto que Ken Wlaschin considera Random Harvest um dos melhores momentos de suas carreiras.

## Sinopse
Charles Rainier, veterano da Primeira Guerra Mundial, perde a memória e casa-se com Paula, artista do music hall. Um dia, um acidente de automóvel traz todas suas lembranças de volta -- mas ele não se recorda de Paula. Para ficar perto dele, a jovem torna-se sua secretária e, com o auxílio do doutor Jonathan Benet, um psiquiatra, tenta reconsquistá-lo.

## Premiações
| Patrocinador                                  | Prêmio      | Categoria | Situação       |
| --------------------------------------------- | ----------- | --- | -------------- |
| Academia de Artes e Ciências Cinematográficas | Oscar       | Melhor Filme Melhor Diretor Melhor Ator (Ronald Colman) Melhor Atriz Coadjuvante (Susan Peters) Melhor Roteiro Adaptado Melhor Direção de Arte Melhor Trilha Sonora | Indicado       |
| New York Film Critics Circle                  | NYFCC Award | Melhor Ator (Ronald Colman) | Terceiro lugar |

- Film Daily: Dez Melhores Filmes de 1942
- National Board of Review: Melhores Atuações (Greer Garson e Susan Peters)

## Elenco
| Ator/Atriz        | Personagem            |
| ----------------- | --------------------- |
| Ronald Colman     | Charles Rainier       |
| Greer Garson      | Paula                 |
| Philip Dorn       | Doutor Jonathan Benet |
| Susan Peters      | Kitty                 |
| Henry Travers     | Doutor Sims           |
| Reginald Owen     | Biffer                |
| Bramwell Fletcher | Harrison              |
| Rhys Williams     | Sam                   |
| Una O'Connor      | Vendedora de cigarros |
| Aubrey Mather     | Sheldon               |
| Margaret Wycherly | Senhora Deventer      |
| Arthur Margetson  | Chetwynd              |
| Melville Cooper   | George                |
| Alan Napier       | Julian                |
| Jill Esmond       | Lydia                 |